# Thiago Gomide
Thiago Simão Gomide, mais conhecido como Thiago Gomide (Petrópolis, 8 de abril de 1985) é um jornalista, historiador, escritor, professor e mestre em bens culturais e considerado um dos mais influentes historiadores nas redes sociais e um dos 30 educadores mais influentes do Brasil. Ex-diretor presidente da Rádio Roquette-Pinto, atualmente é colunista do jornal O Globo e da rádio CBN Rio.
Um dos principais nomes do jornalismo cultural carioca, dedica-se à criação de conteúdo voltado à preservação da memória cultural e histórica da cidade do Rio de Janeiro e do Brasil, por meio do projeto "Tá na História", que explora diversos aspectos da sociedade.

## Biografia

### Infância
Nascido em Petrópolis, no estado do Rio de Janeiro, ele mudou-se para a capital fluminense ainda pequeno, mantendo fortes laços com sua cidade natal, onde passava os fins de semana com a família. Sua infância foi marcada por experiências que mesclavam as tradições do interior com a efervescência cultural do Rio de Janeiro.

### Formação
Thiago possui uma sólida formação acadêmica, sendo graduado em Comunicação Social pela Pontifícia Universidade Católica do Rio de Janeiro (PUC-Rio) e em História pela Universidade Estácio de Sá. Também tem pós-graduação em História do Brasil pela Universidade Cândido Mendes e é mestre em Bens Culturais, História e Política, além de especialista em Comunicação Interativa pela Fundação Getúlio Vargas (FGV-Rio).

## Carreira
Thiago iniciou sua trajetória no jornalismo como estagiário no emblemático Pasquim, onde teve o privilégio de conviver com figuras icônicas como Ziraldo, Jaguar, Fausto Wolff e Fritz Utzeri. Esse ambiente formativo foi crucial para moldar sua visão sobre o jornalismo e a cultura. Ao longo de sua carreira, Tiago também atuou como assessor especial da presidência da MultiRio e da RioFilme, onde concentrou seu trabalho nas pautas culturais do Rio de Janeiro. Sua trajetória também inclui passagens pelaRedeTV, Canal Futura, History Channel e Rádio Roquette-Pinto, onde desempenhou diversas funções, incluindo a de gestor.

### Tá na História
Em 2016, ao lado de sua esposa e também jornalista Fernanda Arouca, criou o projeto "Tá na História", uma iniciativa que utiliza as ruas do Rio de Janeiro como cenário para narrativas históricas e culturais. O projeto rapidamente conquistou notoriedade, e se tornou referência no resgate e valorização da história carioca.
Com o crescimento do público e a diversificação da audiência, o "Tá na História" ampliou suas atividades, para outras cidades do Brasil e, posteriormente, em diversas partes do mundo. Hoje, o projeto realiza roteiros culturais em locais históricos de países como Portugal, França e Itália, adaptando as narrativas ao contexto local e explorando as conexões históricas desses lugares com o Brasil.

#### Contribuições e perspectivas
Tiago Gomide utiliza as redes sociais para compartilhar conteúdos sobre história, buscando ampliar o acesso ao conhecimento e conectar diferentes públicos a temas diversos. Ele defende que "a educação e a cultura são pilares fundamentais para a construção de uma sociedade mais consciente e alinhada com suas raízes."
| “ | Não sou um aventureiro, não sou um apresentador tradicional, sou um historiador absolutamente ávido e curioso pela nossa trajetória e nossa gente. | ” |

### Rádio Roquette Pinto
Tiago Gomide assumiu a direção da histórica Rádio Roquette Pinto em 2021, nomeado pelo governador do Rio de Janeiro, Cláudio Castro (PL). Antes disso, havia atuado como voluntário na emissora entre 2010 e 2017, adquirindo experiência no ambiente da rádio pública. Ao assumir a gestão, ele desempenhou um papel significativo na reestruturação da emissora, que enfrentava desafios relacionados à gestão e infraestrutura. Uma das primeiras ações foi a retomada do nome original da rádio, 'Roquette Pinto', após a mudança para '94 FM' em 2017. A medida visou resgatar a identidade e a história da emissora, conhecida por sua programação cultural e educativa.
Durante a gestão, a rádio ampliou seu papel social, promovendo a inclusão de artistas e comunidades do interior, além de aumentar a transparência com espaços para autoridades prestarem contas. A programação foi expandida com conteúdos educativos, como preparação para o ENEM, e houve fortalecimento da presença digital.Destacam-se a reforma da sede e a inauguração de um estúdio no Palácio Guanabara, aguardado há mais de 40 anos. A emissora recebeu três prêmios Sebrae de Jornalismo e um WME Awards, além de firmar 38 parcerias com tribunais, consulados e organizações do terceiro setor.
A rádio também inovou com a transmissão do Carnaval da Intendente Magalhães e o incentivo à participação feminina no jornalismo esportivo. No processo de renovação, foram contratados profissionais como Fernando Nogueira, Celma Padilha, Che Oliveira, Ermelinda Rita, Toni Platão, Haroldo Costa, Lula Vieira, Eliane Benicio e Daniel Penna-Firme, que trouxeram novos programas. Além disso, foi lançada a política de “rádio da oportunidade” transmitindo eventos culturais como a final da Taça das Favelas. , reativado o site, iniciadas transmissões ao vivo e criada a unidade móvel "Roquette Móvel" para coberturas externas.

## Prêmios e honrarias
- Em 2014, recebeu o Prêmio Maestro Guerra-Peixe de Cultura pelo documentário "O Acre em uma mesa de negociação" (14'53"), uma produção do Canal Futura (2013).[30] O documentário aborda os detalhes do acordo diplomático entre o Brasil e a Bolívia que resultou na criação do território do Acre, incluindo eventos históricos como guerras, seringueiros, exércitos e corpos diplomáticos de ambos os países, culminando na assinatura do Tratado de Petrópolis em 17 de novembro de 1903. A obra conta com a participação de personagens históricos como Rio Branco, Assis Brasil, Plácido de Castro e Claudio Pinilla. [31]

- Durante sua gestão à frente da Rádio Roquette Pinto (2021-2013), a emissora foi reconhecida por sua excelência jornalística, recebendo 3 prêmios Sebrae de Jornalismo e 1 WME Awards. [Prêmios recebidos pela rádio Radio Roquette Pinto]
- O Prêmio Yedda Maria Teixeira, realizado anualmente pela Associação dos Embaixadores de Turismo do RJ e criado por Bayard Do Coutto Boiteux, homenageou a jornalista Sylvia de Castro e Thiago Gomide na categoria "Menção Especial" em 2021. [32]

- Em 2022, recebeu o Prêmio Embaixadores de Turismo do Rio de Janeiro, uma iniciativa do Portal Consultoria em Turismo Bayard Boiteux e da Fundação Cesgranrio, em reconhecimento à sua contribuição para o turismo no estado do Rio de Janeiro.[33]
- Finalista do TikTok Awards 2022, o projeto foi reconhecido como um dos mais influentes na área de Educação no Brasil.[34]

- Em 2023, Tiago Gomide foi indicado na categoria "Destaque nas Redes" do Band Inspira Rio, prêmio que reconhece pessoas e projetos que marcaram o ano. [35]
- Foi homenageado em 23 de junho de 2023 na Câmara do Rio com o Título de Cidadão Honorário do Município do Rio de Janeiro, uma iniciativa do vereador Pedro Duarte.[36]
- Foi homenageado em 26 de junho de 2025 na Assembléia Legislativa do Estado do Rio de Janeiro (Alerj) recebendo a Medalha Tiradentes das mãos do deputado estadual Chico Machado. [37][38]

## Filmografia

### Televisão e audiovisual
| Ano               | Programas                  | Canal           | Ref.   |
| ----------------- | -------------------------- | --------------- | ------ |
| 2010 - 2012       | Cidade Inteligente         | MultiRio        | [ 39 ] |
| 2012 - 2016       | Sala Debate                | Canal Futura    | [ 40 ] |
| 2012 - 2016       | Conexão Futura             | Canal Futura    | [ 41 ] |
| 2012 - 2016       | Jornal Futura              | Canal Futura    | [ 42 ] |
| 2016 - atualmente | Aqui tem História          | History Channel | [ 43 ] |
| 2017 - 2019       | MultiRio na Rua            | MultiRio        | [ 44 ] |
| 2017 - 2019       | Dando Ideia                | MultiRio        | [ 45 ] |
| 2020 - 2021       | RioLiveFilme               | RioFilme        | [ 46 ] |
| 2024              | Parques Naturais do Brasil | GNT             | [ 47 ] |

### Plataformas de áudio
| Ano         | Programa             | Plataforma               | Ref.   |
| ----------- | -------------------- | ------------------------ | ------ |
| 2010 - 2017 | A Rede               | Roquette Pinto (94,1 FM) | [ 48 ] |
| 2019 - 2021 | History Cast Podcast | Canal History Brasil     | [ 49 ] |
| 2025        | Tá na História - Rio | CBN Rio                  | [ 50 ] |

### Internet
| Ano               | Programa       | Mídias Sociais            | Ref.   |
| ----------------- | -------------- | ------------------------- | ------ |
| 2016 - atualmente | Tá na História | Instagram, YouTube,TikTok | [ 51 ] |